# کلیسای جامع سویا

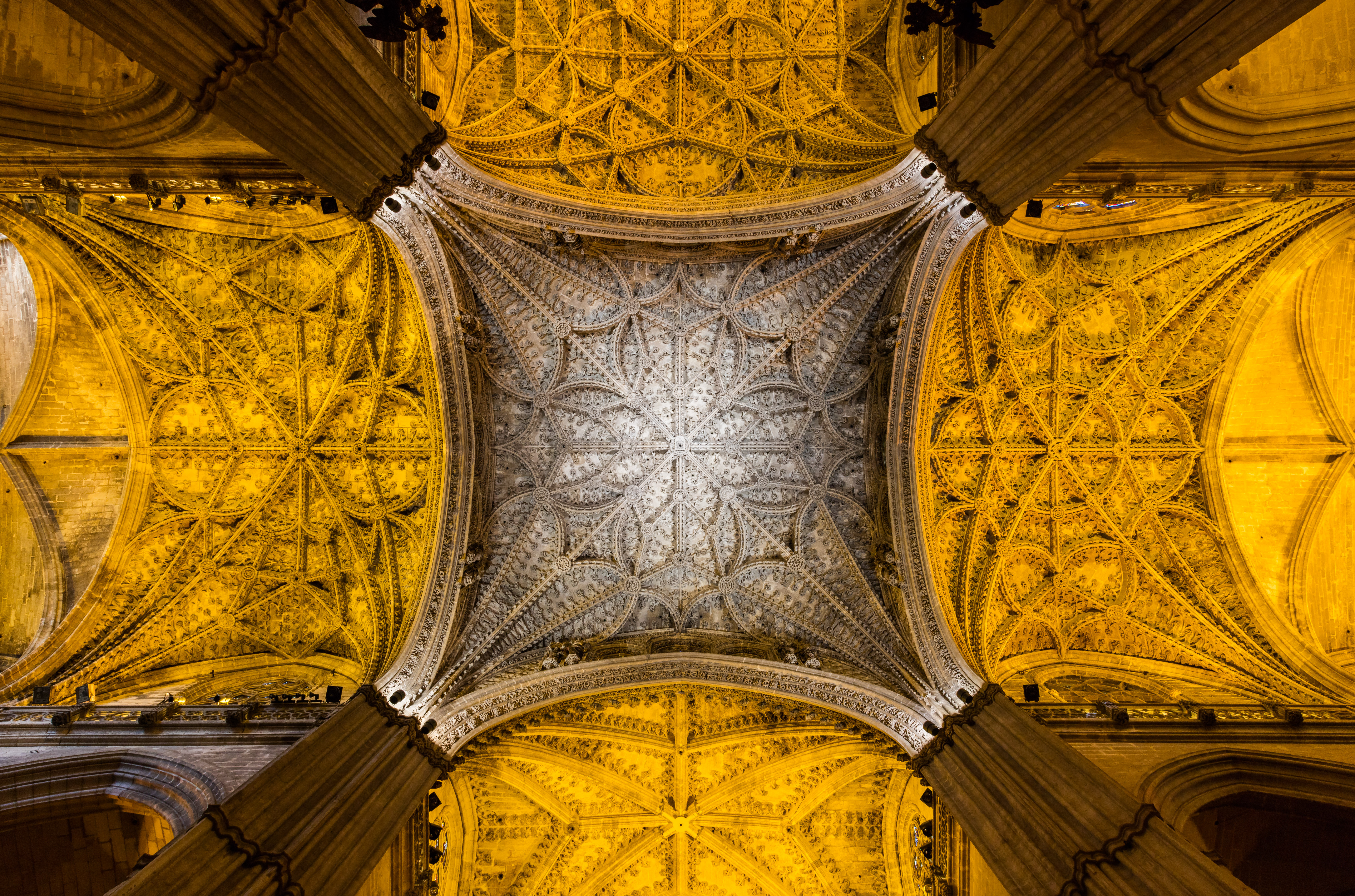
نمایی از سقف کلیسای جامع سویا. این کلیسای جامع کاتولیک با سبک معماری گوتیک بناشده و از بزرگ‌ترین کلیساهای جهان به‌شمار می‌شود. این کلیسا در فهرست میراث جهانی یونسکو به ثبت رسیده‌است.

کلیسای جامع مریم مقدس سی (به اسپانیایی: Catedral de Santa María de la Sede)، که معمولاً به نام کلیسای جامع سویا, شناخته می‌شود، یک کلیسای جامع کاتولیک در سبیا (اندلس، اسپانیا) است. این کلیسا بزرگ‌ترین کلیسای جامع با معماری گوتیک و سومین کلیسای بزرگ دنیا است.
همچنین تصور می‌رود که کریستف کلمب در کلیسای سبیا دفن گردیده باشد.

## نگارخانه

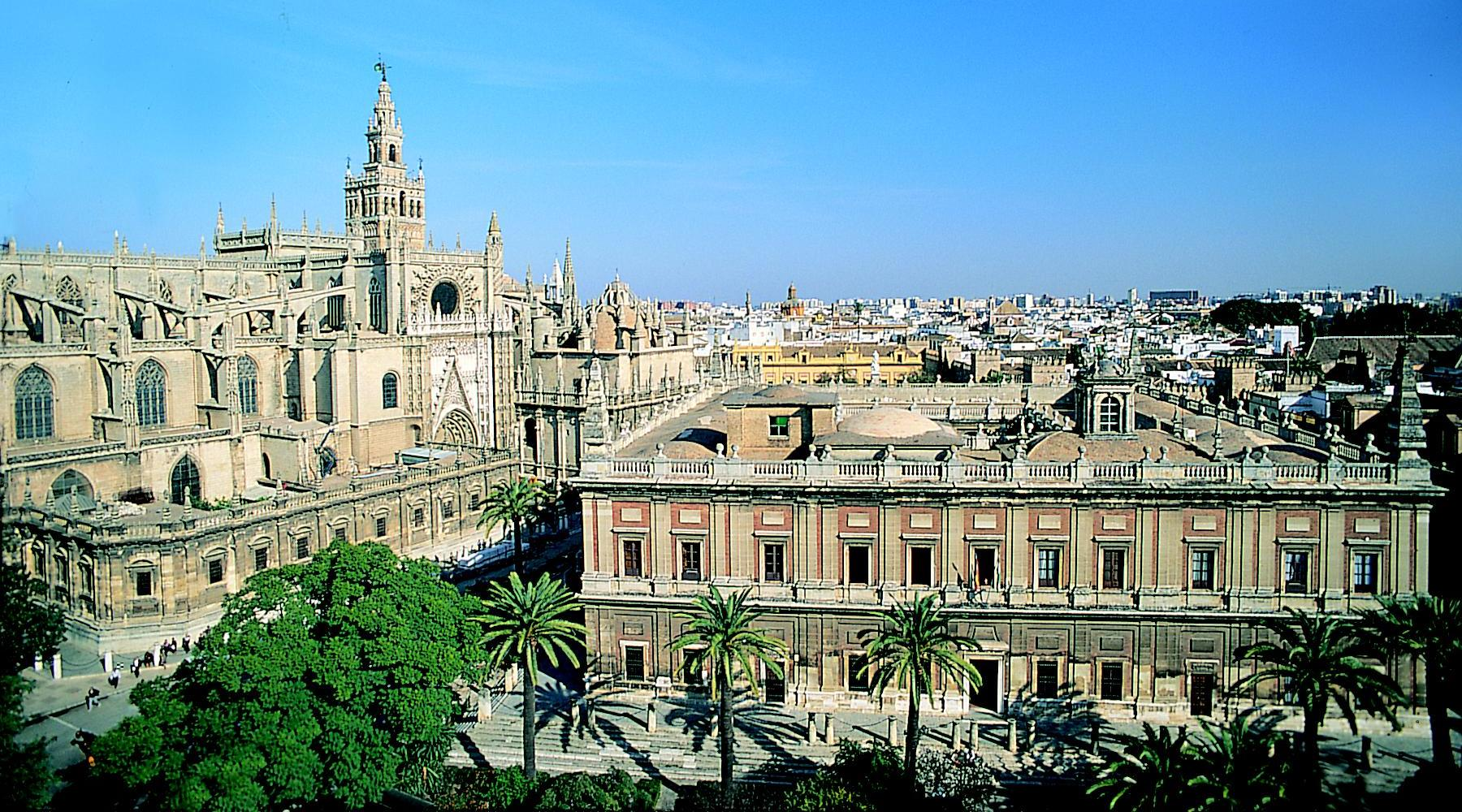
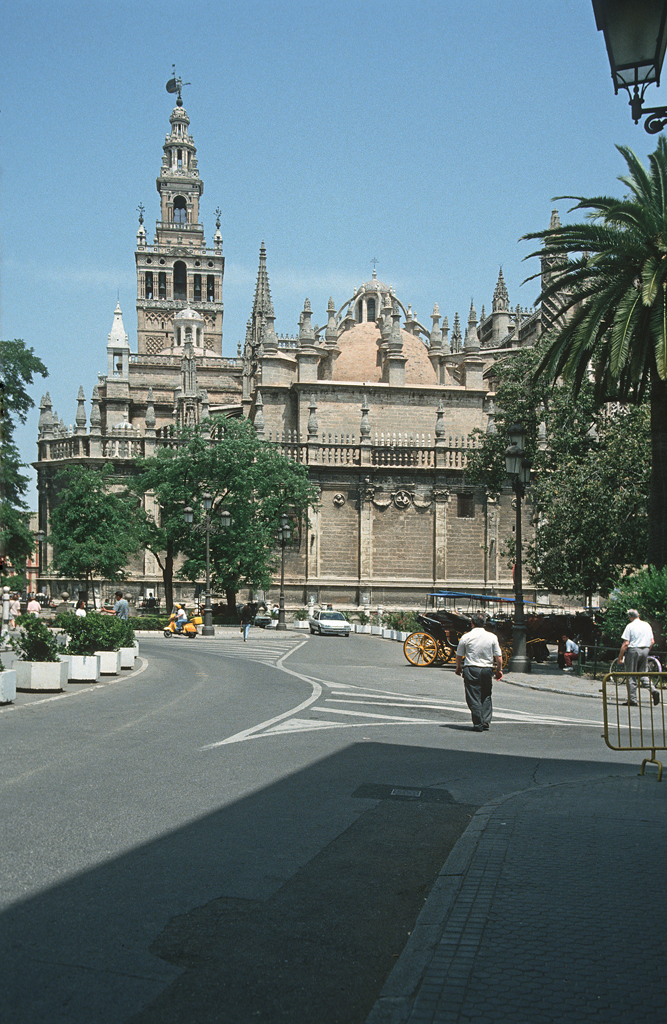
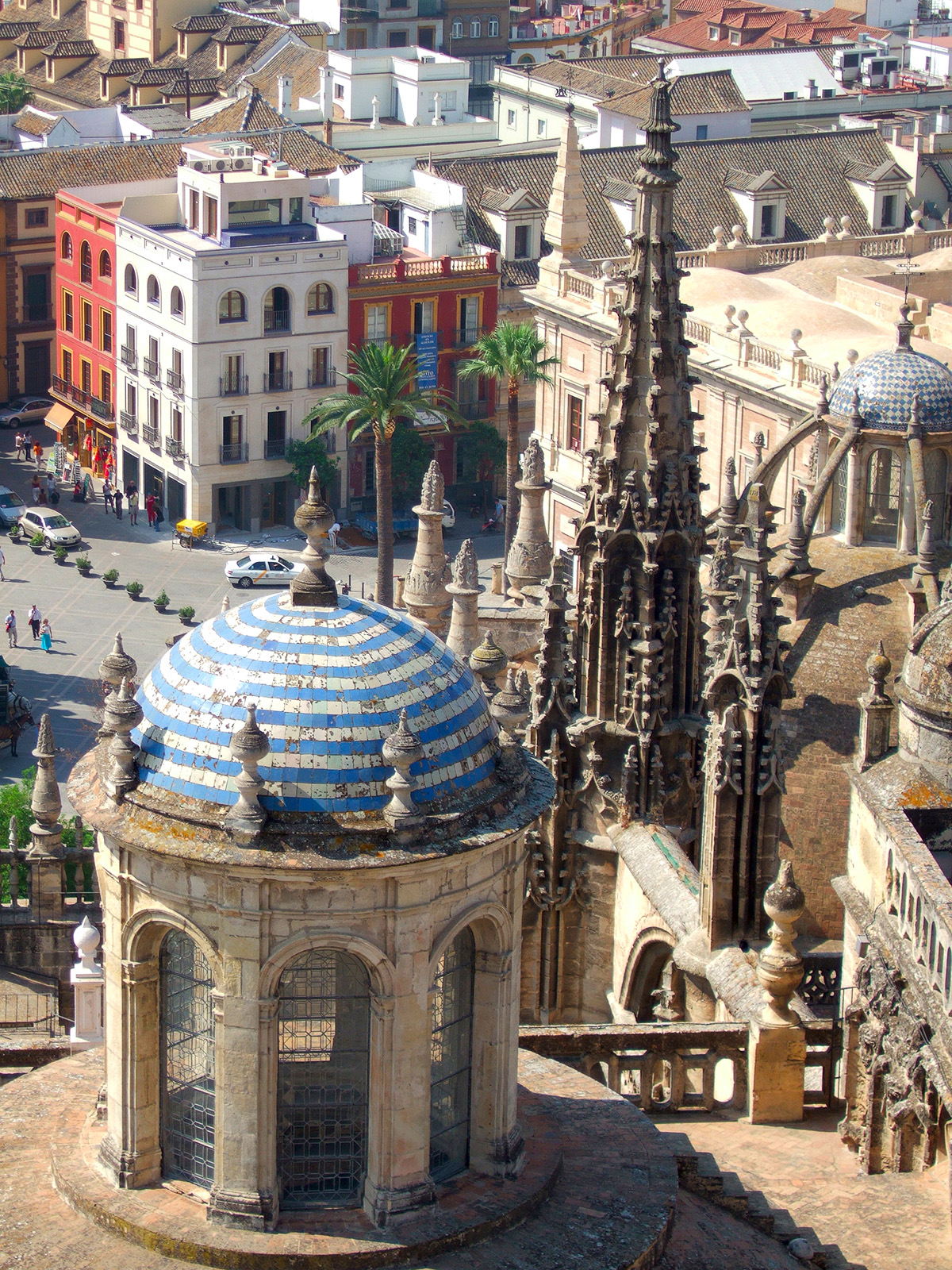
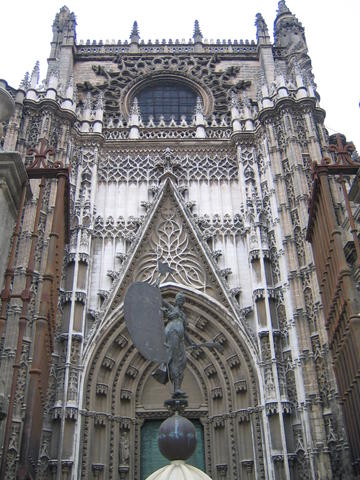
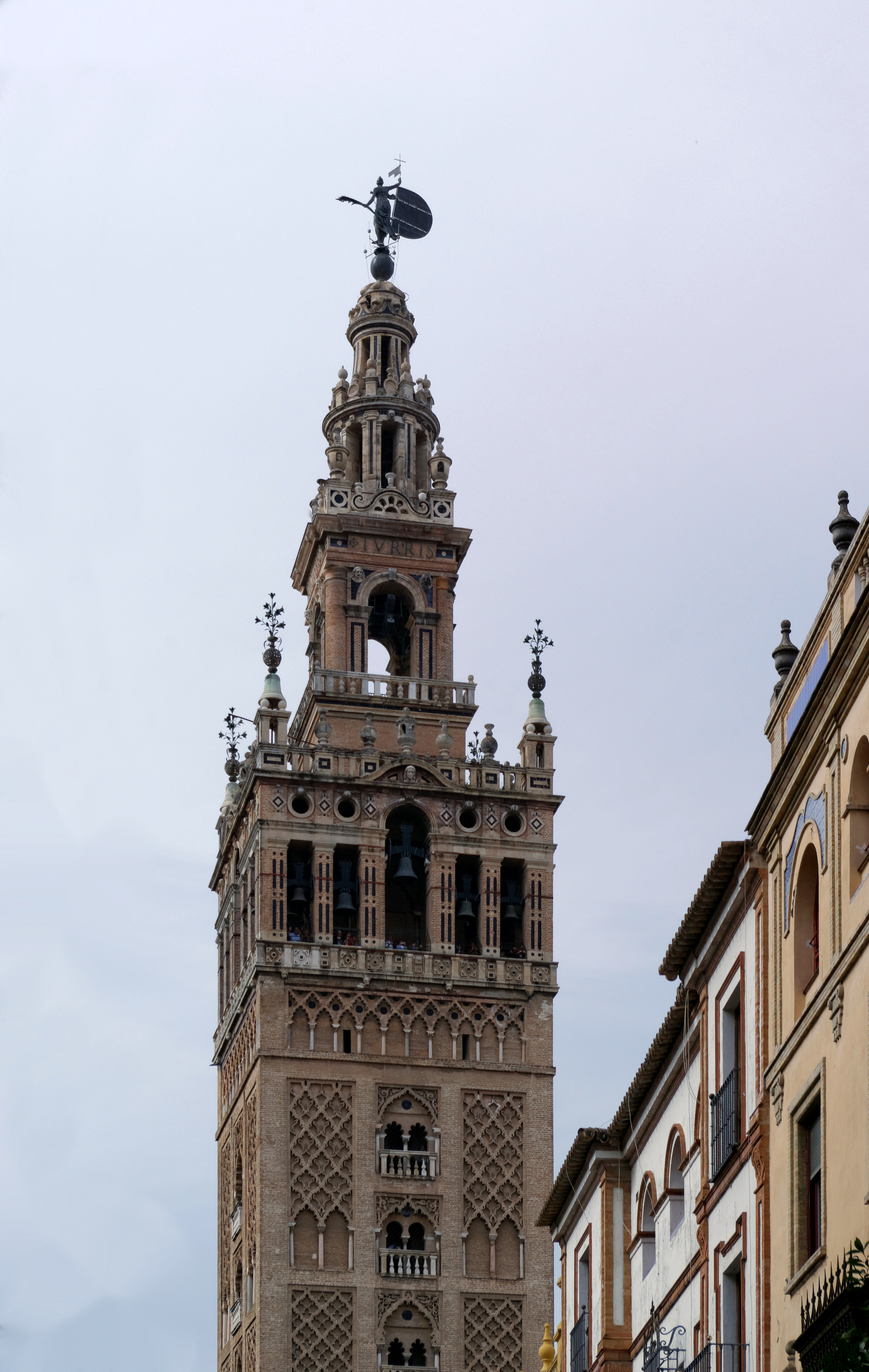
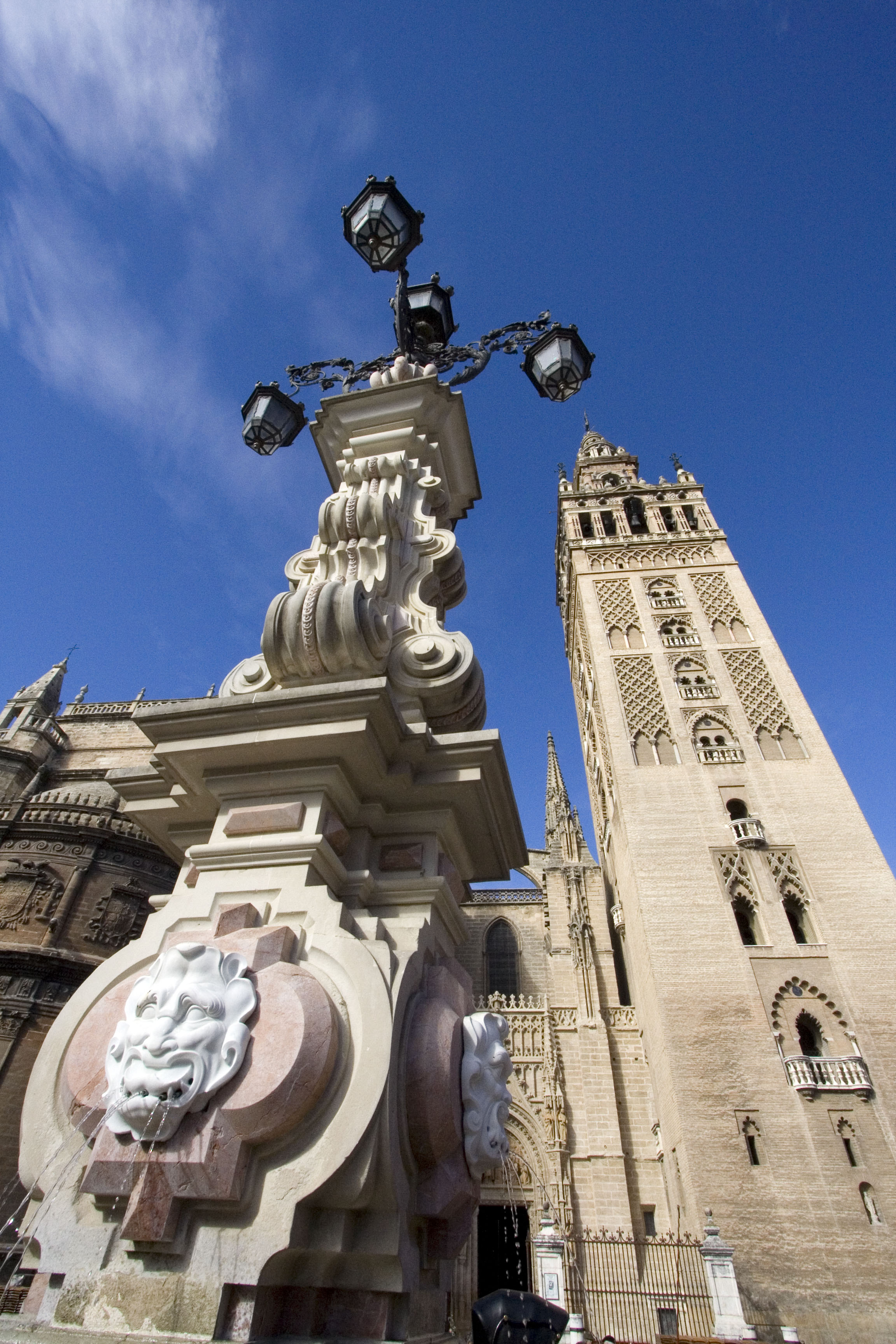
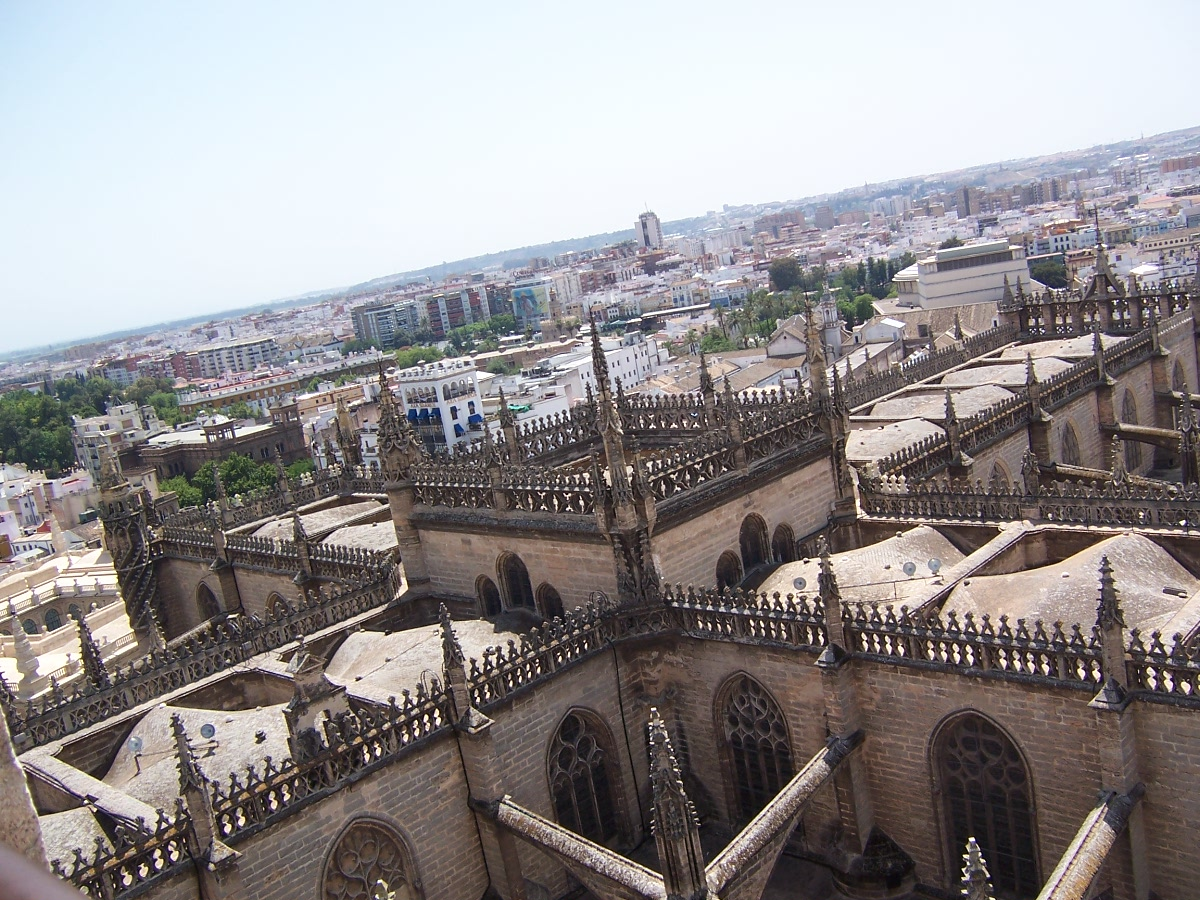
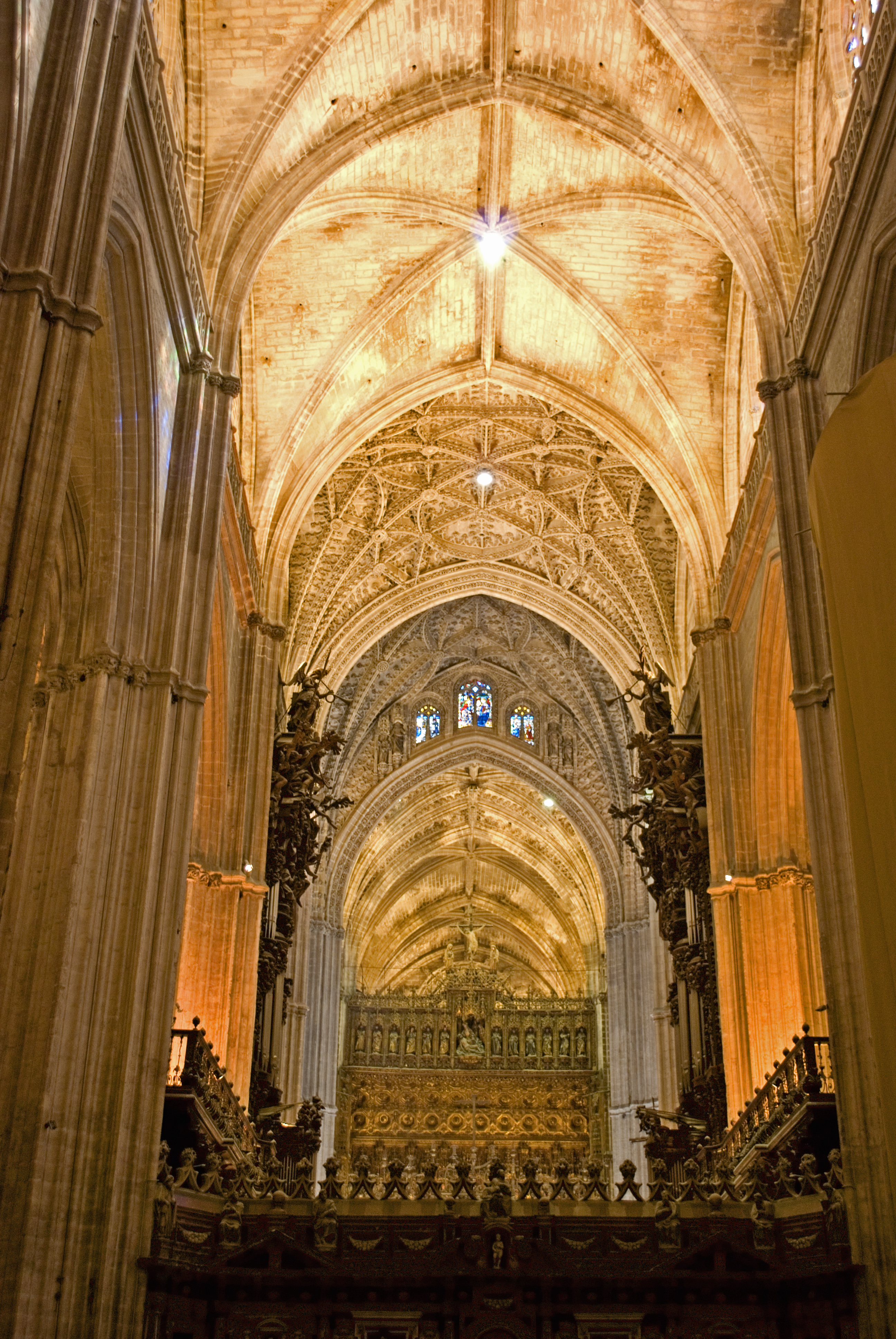
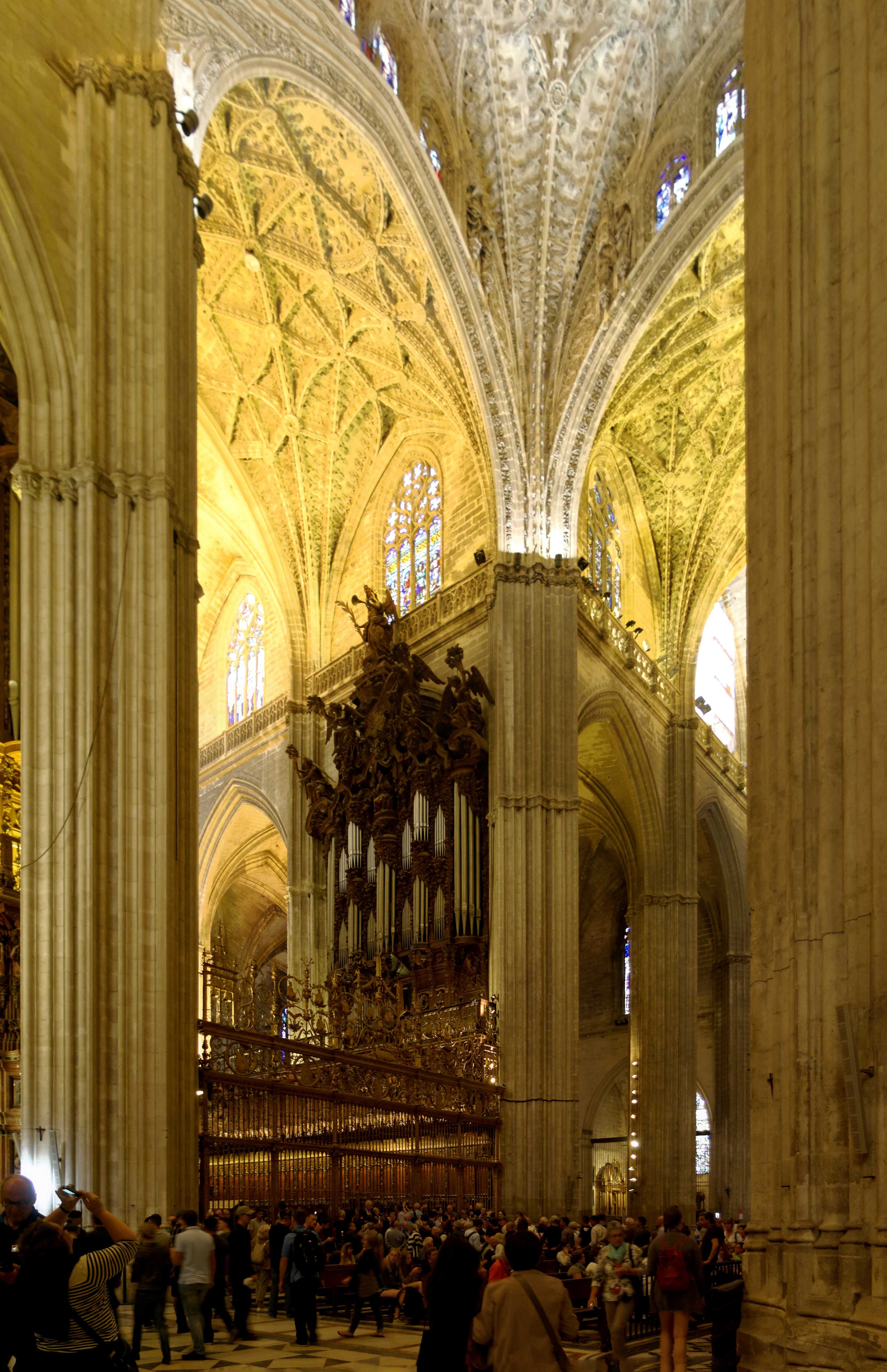
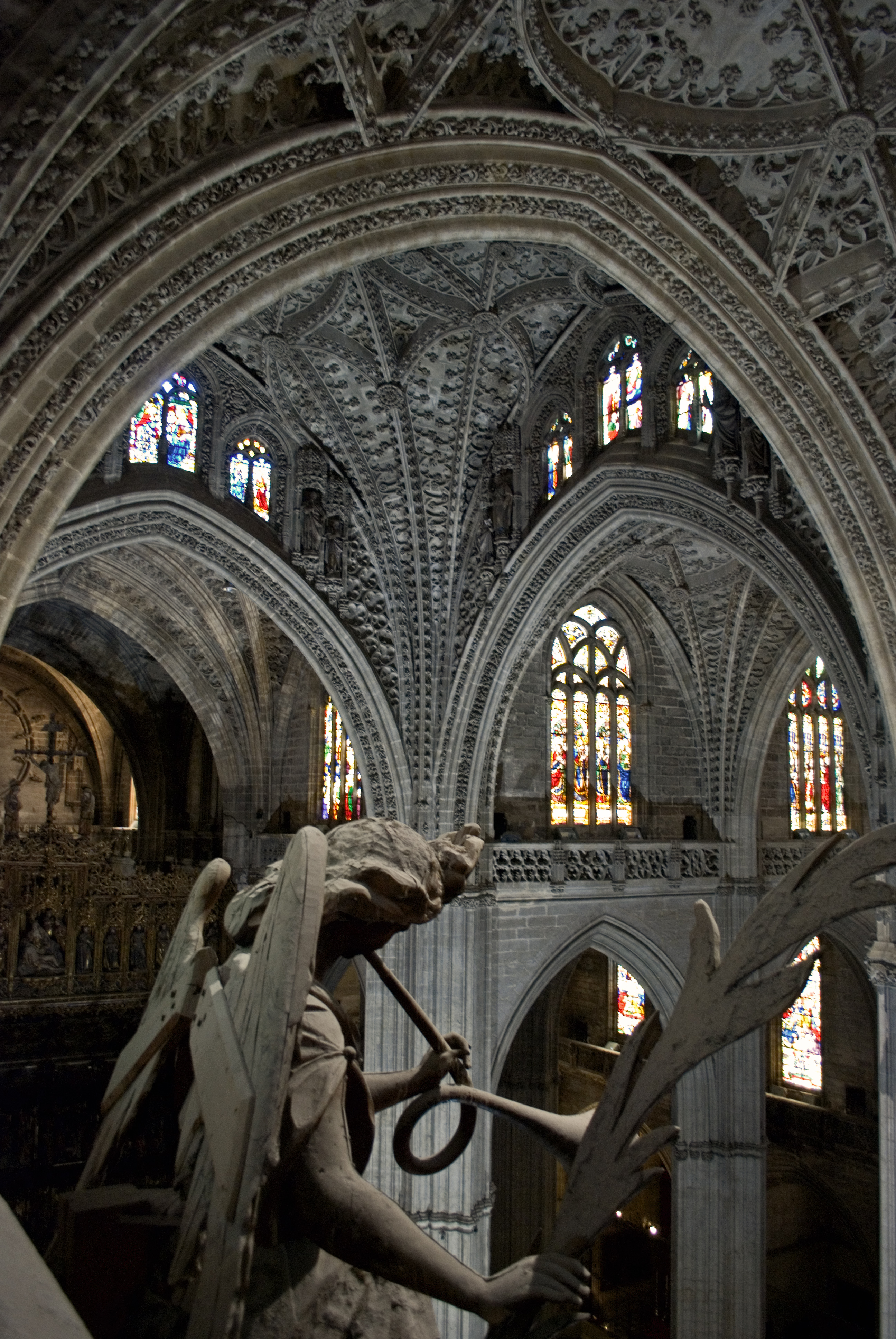
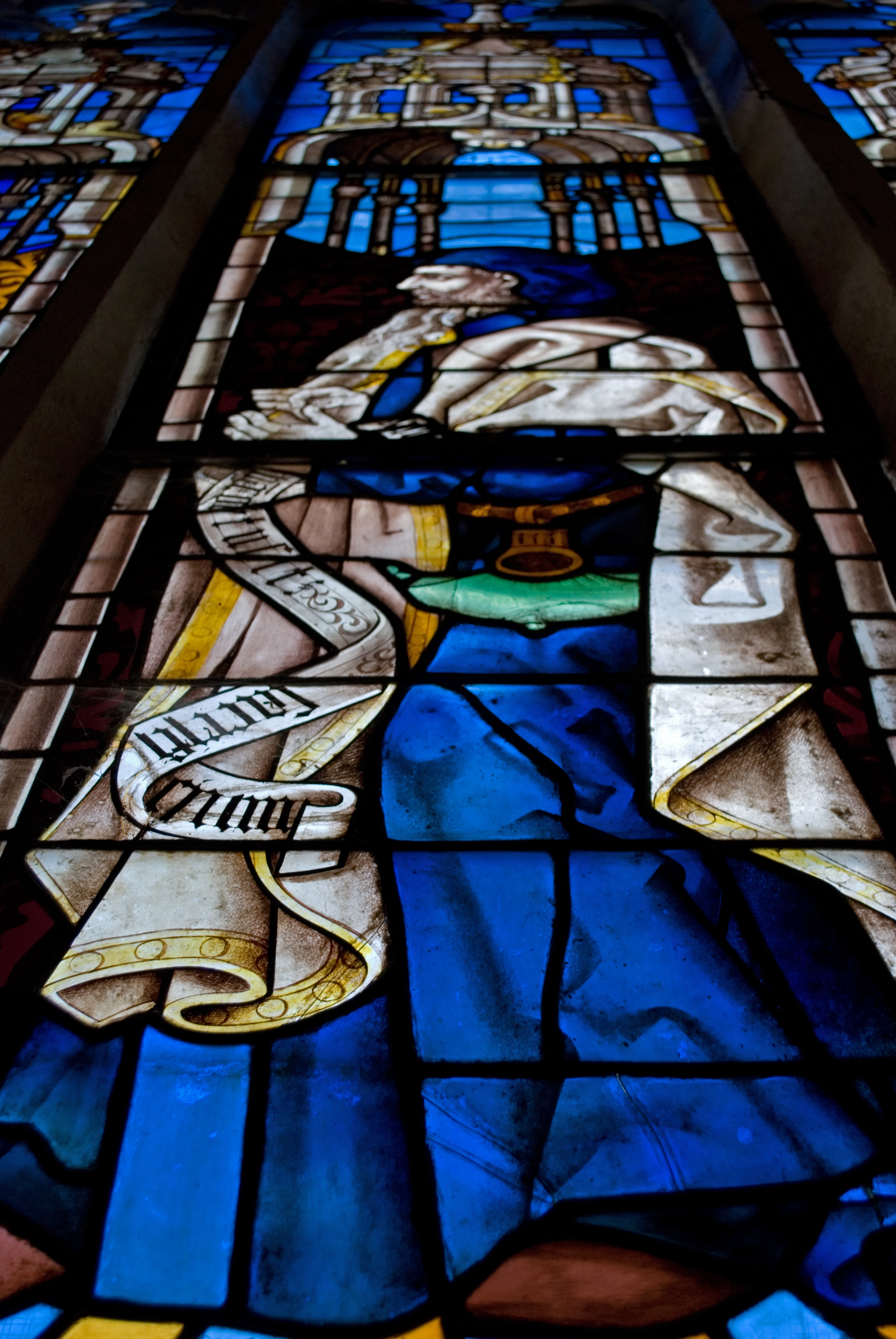
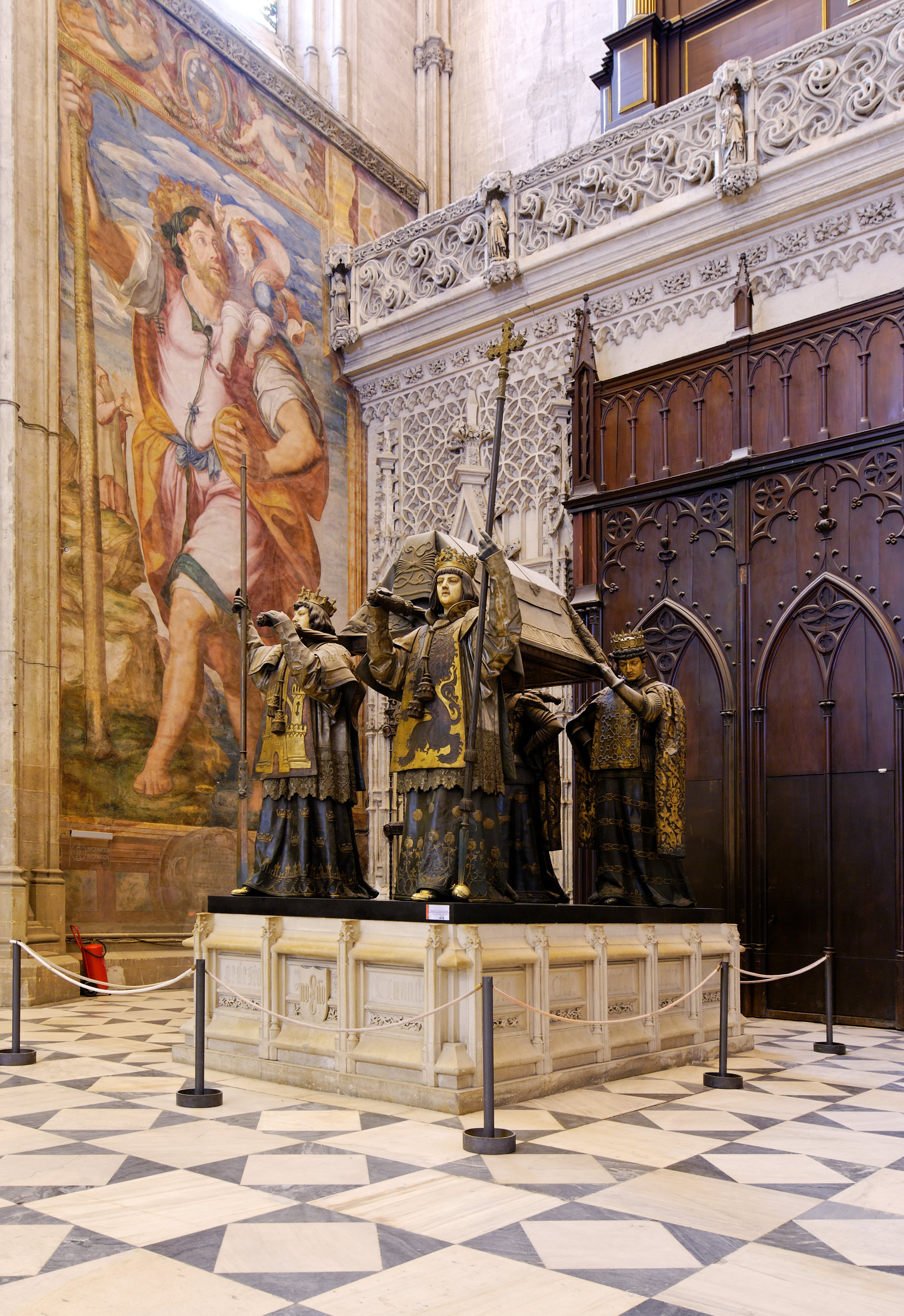
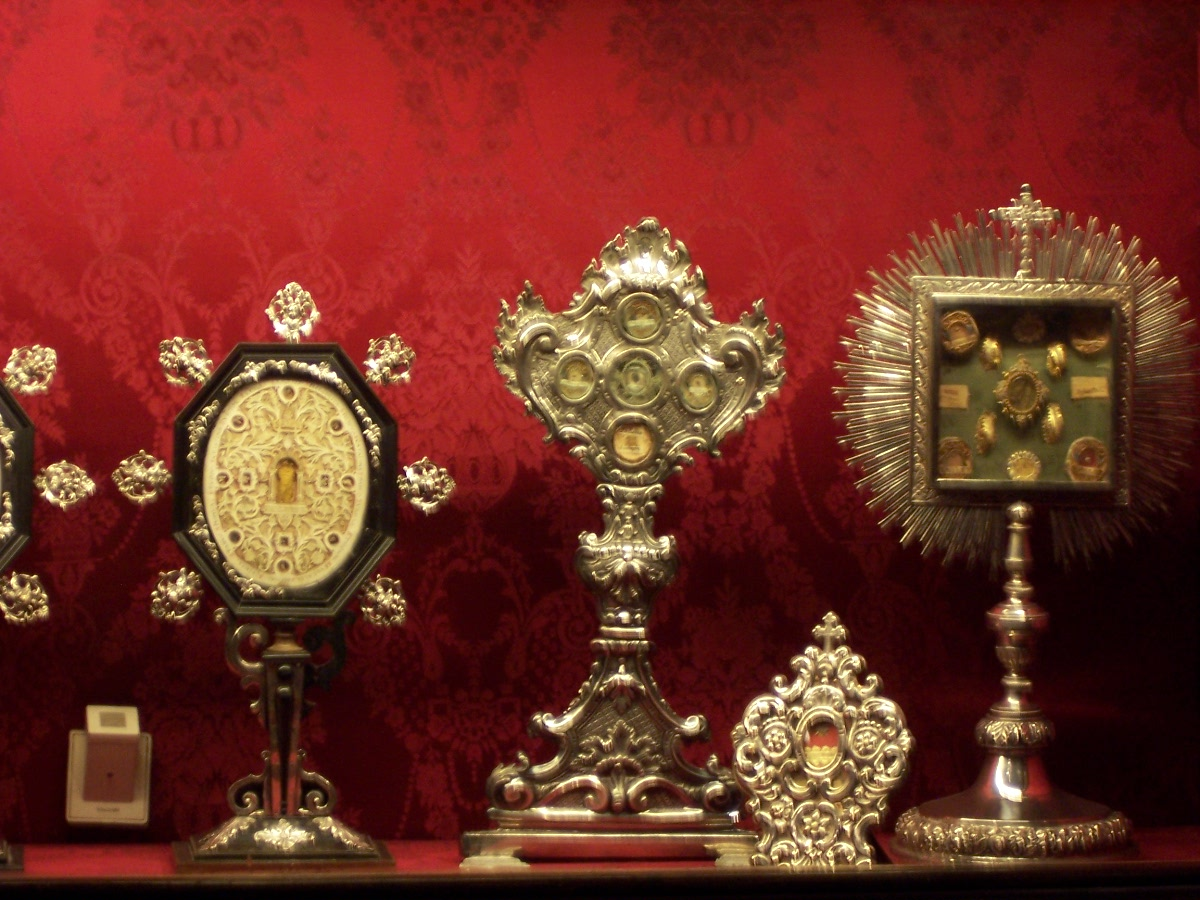
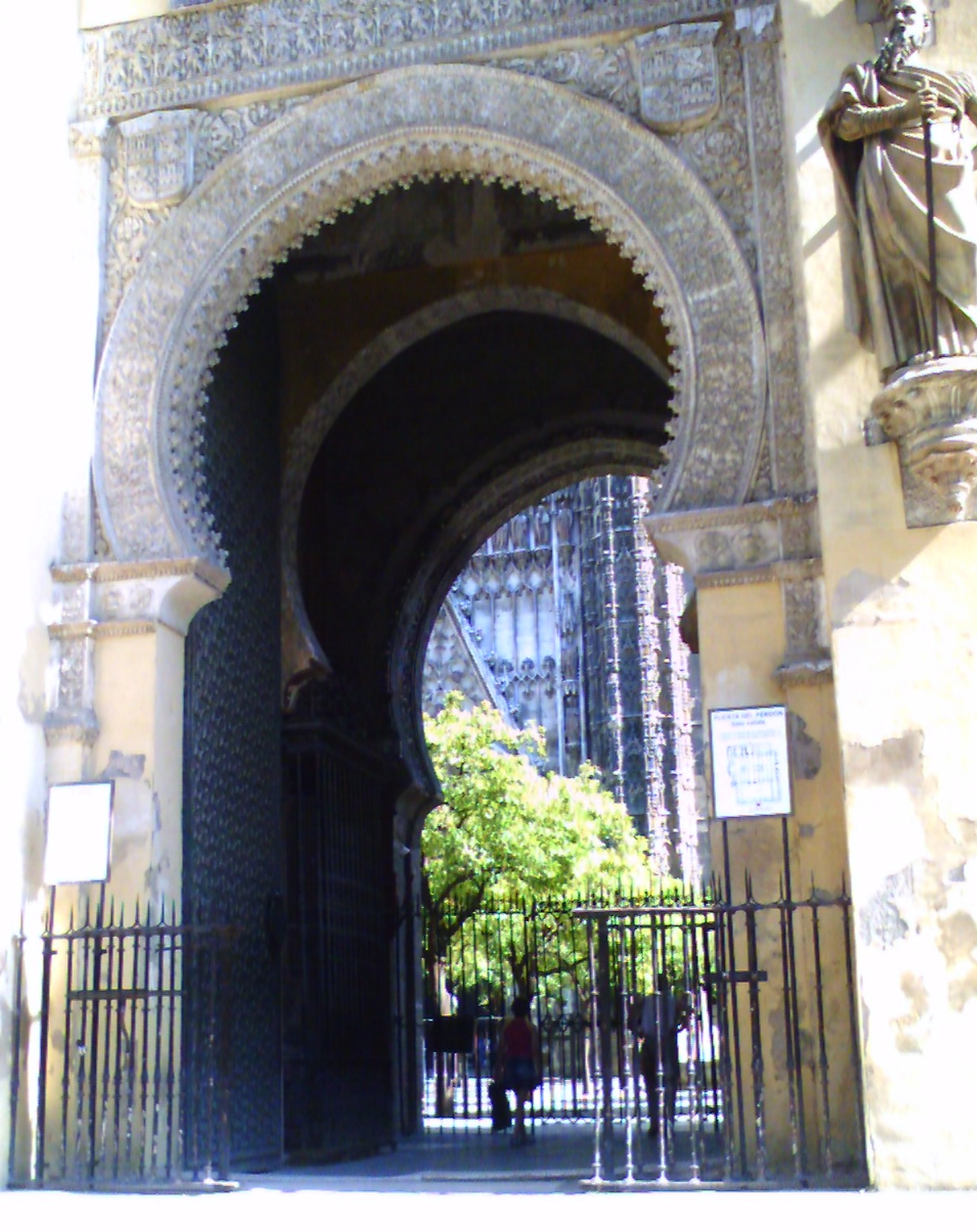
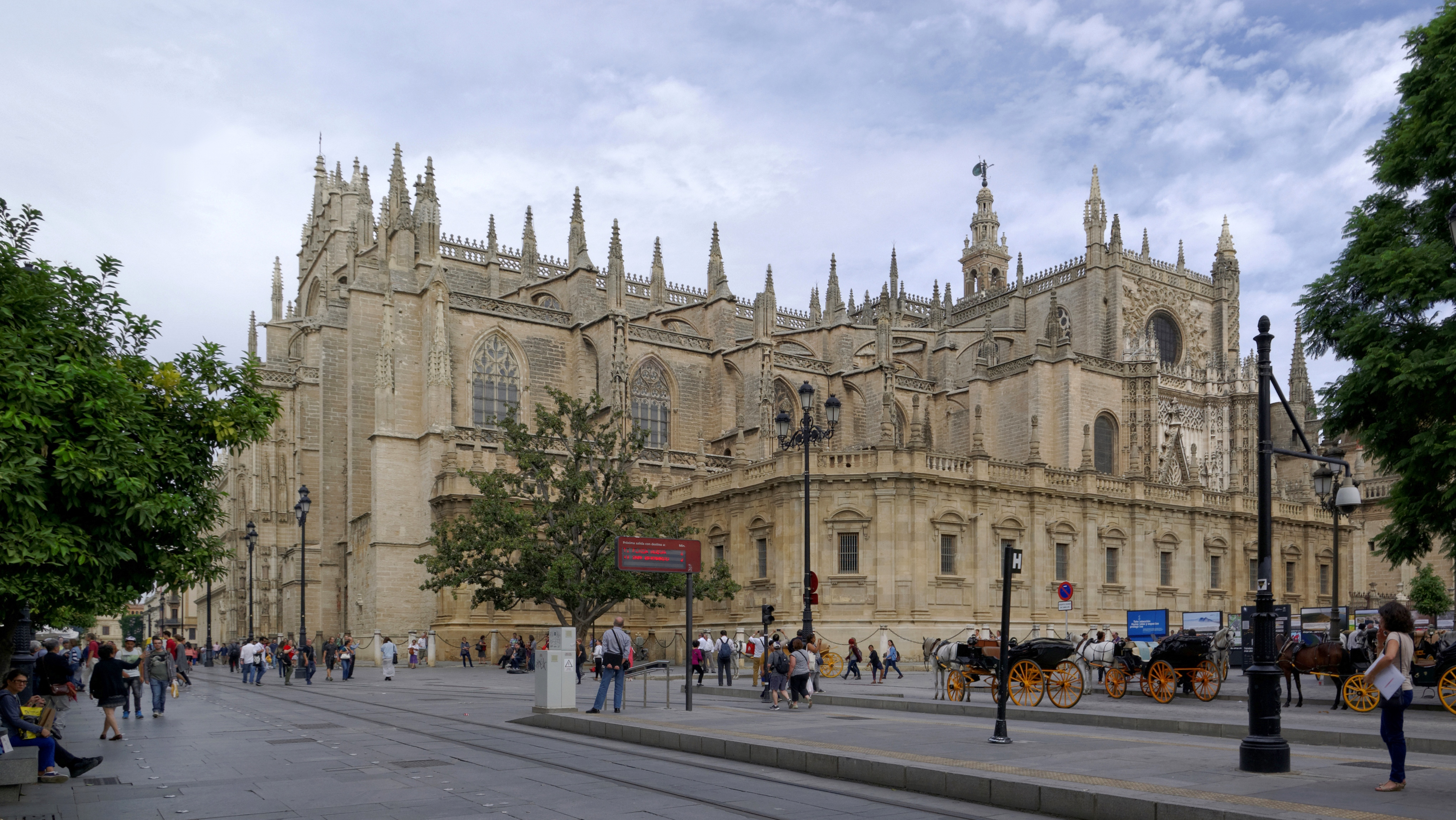
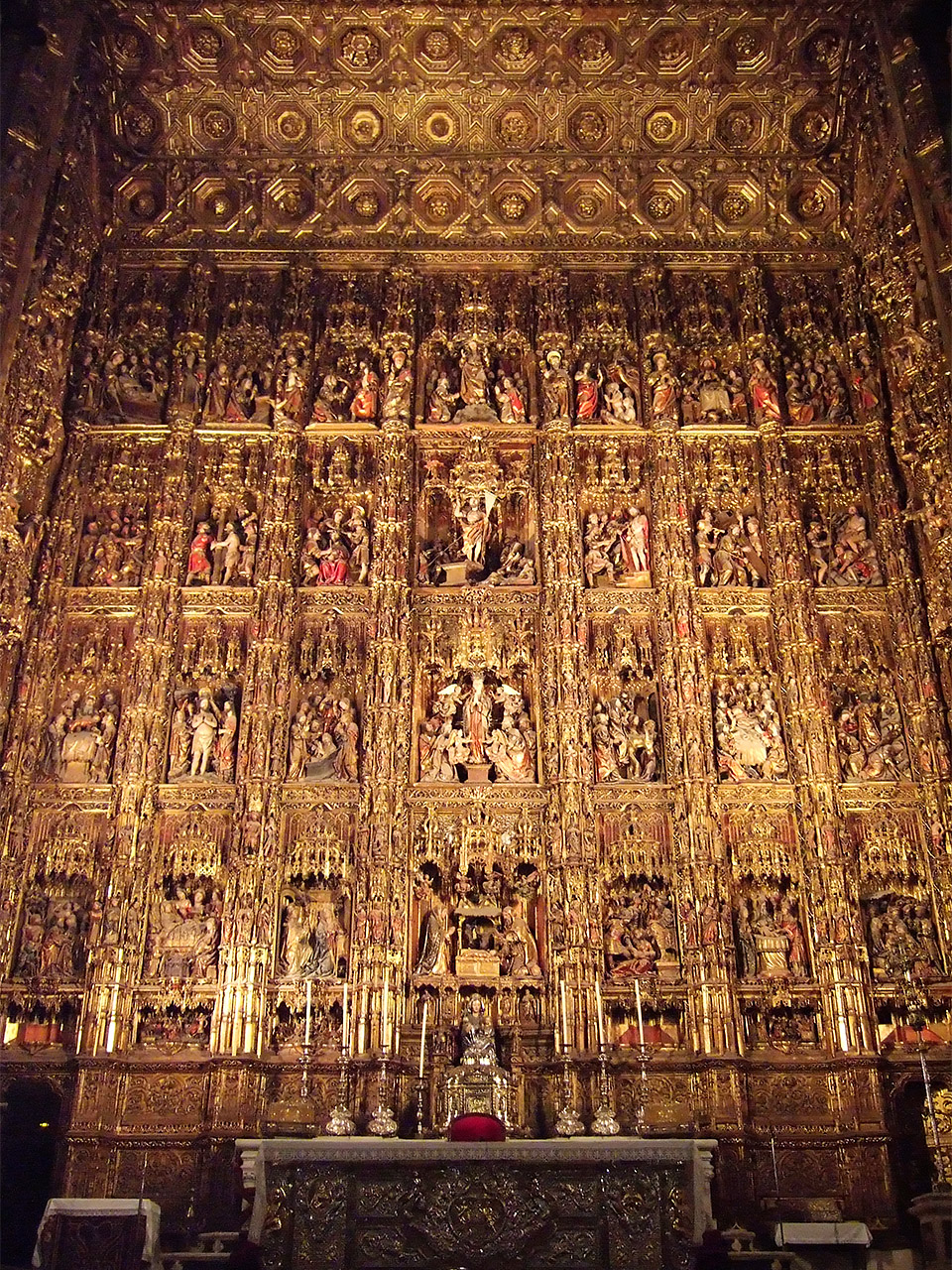
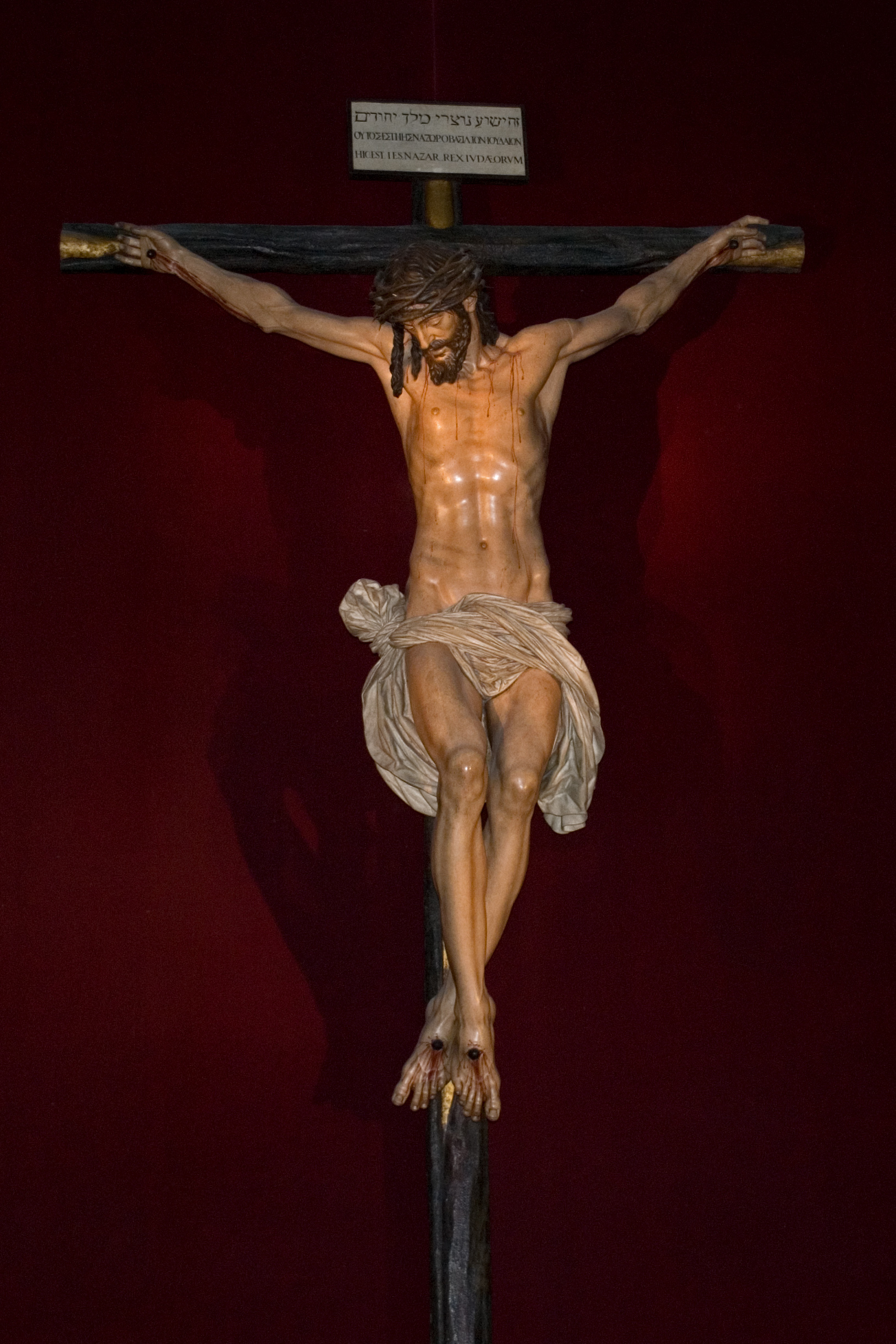